# Oleada de tornados del 10 y 11 de febrero de 2009
La oleada de tornados del 10 y 11 de febrero de 2009 fue una ola de tornados que afectó partes del sur-centro de Estados Unidos. El 10 de febrero, siete tornados tocaron tierra en Oklahoma, uno en Texas, y uno en Misuri.  Un tornado que causó daños EF4 en Lone Grove mató 9 personas. Otros dos tornados tocaron tierra el 11 de febrero, al igual que cientos de daños causados por vientos de corriente descendiente atmosférica.

## Sinopsis

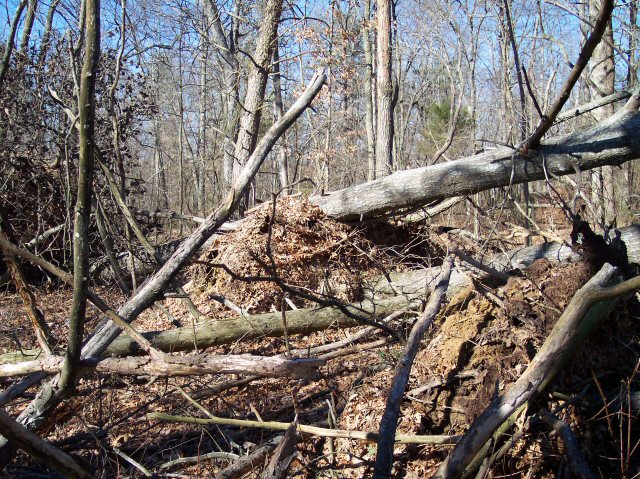
Árboles deribados por un tornado EF1 en el Condado de Fentrees, Tennessee.

Radar de Mineola, Texas, que dio lugar a una en la cual formó un tornado EF1.

Un fuerte sistema de tormentas se trasladó a la región de las cuatro esquinas y surgieron en el centro y el sur de las Grandes Llanuras durante la tarde del 10 de febrero. Por delante del sistema, un bajo nivel húmedo con masa de aire, fluyó hacia el norte a través de Texas y Luisiana en el este de Oklahoma y los Ozarks. Las temperaturas cálidas de la humectación de la capa límite fue incrementando hasta pasar a través de Oklahoma y Texas mientras las nubes se desplazaban hacia el este. Esto, junto con el sistema de tormenta que se aproximaba dio como resultado  la  desestabilización de la masa de aire provocando que se formaran tormentas eléctricas.
Como resultado, se esperaban grandes bolas de granizo, vientos dañinos, junto con las probabilidades de fuertes tornados a medida que de que se desarrollaban varias tormentas en el centro y hacia el suroeste de Oklahoma  y hacia el norte de Texas. Durante la noche, mientras un frente frío se aproximaba desde el oeste, varias tormentas eléctricas formaron una línea vendaval a lo largo del frente y se trasladó hacia el este del Valle del Misisipi. En la mañana del 10 de febrero, el Centro de Predicción de Tormentas emitió un aviso para tiempo moderado severo— el primero en 2009—para el occidente de Oklahoma, nordeste de Texas, occidente de Arkansas y el noroeste de Luisiana.
Al menos tres tornados tocaron tierra en Oklahoma, causando extensos daños en varias ciudades. Un tornado causó daños a una tienda Target y otros negocios a lo largo del Northwest Expressway en el noroeste de Oklahoma City, y hiriendo sin gravedad a tres personas. Grandes bolas de granizo—de hasta 2 pulgadas (5 cm) de diámetro, fueron reportados. Un gran tornado causó severos daños en Lone Grove, Oklahoma, matando a 9 personas.
El Centro de Predicción de Tormentas también emitió un aviso leve el 11 de febrero, a una zona que abarcaba partes del Deep South, Valle del Ohio, Medio Oeste y los Apalaches. Sin embargo, el riesgo para tornados fue más bajo el 11 de febrero debido al fuerte frontal, lo que limitaba la actividad supercelular, e inestabilidad superior. Luego pasó a ser un riesgo moderado cuando se formó una poderosa línea vendaval.

## Tornados confirmados
| Confirmado Total | Confirmado EF0 | Confirmado EF1 | Confirmado EF2 | Confirmado EF3 | Confirmado EF4 | Confirmado EF5 |
| 15               | 5              | 8              | 1              | 0              | 1              | 0              |

| Martes, 10 de febrero de 2009 | Martes, 10 de febrero de 2009 | Martes, 10 de febrero de 2009   | Martes, 10 de febrero de 2009 | Martes, 10 de febrero de 2009 | Martes, 10 de febrero de 2009 | Martes, 10 de febrero de 2009 |
| EF# | Ubicación                     | Condado/ Parroquia              | Hora (UTC)                    | Longitud de la travesía       | Daños |                               |
| --- | ----------------------------- | ------------------------------- | ----------------------------- | ----------------------------- | --- | ----------------------------- |
| Oklahoma |                               |                                 |                               |                               | |                               |
| EF1 | NNO de Warr Acres             | Oklahoma                        | 2037                          | 0,75 millas (1,2 km)          | El tornado tocó tierra por solo un minuto, pero causó daños significantes en un centro de compras y el techo de varias casas. También se reportaron daños menores en un complejo de apartamentos y en un restaurante.            |                               |
| EF2 | ONO de Edmond                 | Oklahoma                        | 2053                          | 6,5 millas (10,5 km)          | En Edmond, Oklahoma, seis casas fueron destruidas, ocho estructuras recibieron graves daños, 51 recibieron daños menores y otras 166 estructuras fueron afectadas. Después del tornado se declaró estado de emergencia.          |                               |
| EF0 | ONO de Meridian               | Logan                           | 2124                          | 0,75 millas (1,2 km)          | Dos casas fueron dañadas, incluyendo una que completamente perdió su techo. El tornado tocó tierra por dos minutos. |                               |
| EF0 | SO de Stillwater              | Logan, Payne                    | desconocida                   | 11 millas (17,7 km)           | |                               |
| EF0 | SO de Pawnee                  | Pawnee                          | 2235                          | 2,6 millas (4,2 km)           | Dos galpones resultaron completamente destruidos. Cuatro vacas se perdieron pero fueron dadas como muertas debido al tornado. |                               |
| EF4 | Área de Lone Grove            | Jefferson, Love, Carter, Murray | 0050                          | desconocida                   | 9 muertes |                               |
| Texas |                               |                                 |                               |                               | |                               |
| EF0 | S de Belcherville             | Montague                        | 0025                          | 100 yardas (91,4 m)           | Una casa sufrió daños estructurales, y varios árboles derivados. |                               |
| EF1 | S de Spanish Fort             | Montague                        | desconocida                   | desconocida                   | Un tornado multivórtice tumbó numerosos árboles de gran tamaño, algunos de hasta 8 dm de diámetro. Posiblemente el inicio del tornado de Lone Grove.                                                                             |                               |
| EF1 | Colleyville                   | Tarrant                         | 0311                          | 0,5 millas (0,8 km)           | Cinco viviendas en Colleyville fueron dañadas. |                               |
| EF1 | S de Mineola                  | Smith, Wood                     | 0516                          | 6,8 millas (10,9 km)          | Un granero fue destruido y varios edificios fueron dañados o destruidos al noroeste de Lindale. Varias casas tuvieron daños en los techos cerca de Mineola.                                                                      |                               |
| Misuri |                               |                                 |                               |                               | |                               |
| EF1 | Springfield                   | Greene                          | 0450                          | desconocida                   | Un tornado pasó a través del extremo sur de Springfield. Alrededor de dos docenas de casas y negocios resultaron dañados, y varios árboles y líneas eléctricas resultaron caídas, dejando 250 residencias sin energía eléctrica. |                               |
| Miércoles, 11 de febrero de 2009 |                               |                                 |                               |                               | |                               |
| Luisiana |                               |                                 |                               |                               | |                               |
| EF1 | SO de Keachi                  | De Soto                         | 0704                          | 1,5 millas (2,4 km)           | Un granero de metal fue destruido y parte de sus cimientos fueron arrancados de la tierra. Muchos árboles fueron dañados. |                               |
| Tennessee |                               |                                 |                               |                               | |                               |
| EF1 | ENE de Monterey               | Fentress                        | 1905                          | 0,52 millas (0,8 km)          | Una persona resultó herida en un tornado mientras conducía. Hasta 50 árboles fueron arrancados. El tornado estuvo en tierra por un minuto y tenía 75 yardas de ancho.                                                            |                               |
| Indiana |                               |                                 |                               |                               | |                               |
| EF1 | SE de Muncie                  | Delaware                        | 2040                          | 0,2 millas (0,3 km)           | Un tornado de 100 ancho tocó tierra por unos instantes en Muncie. Los vientos fueron estimados en 100 millas por hora (160,9 km/h) destruyó un granero y rasgó el techo de una casa.                                             |                               |
| Virginia |                               |                                 |                               |                               | |                               |
| EF0 | E de Honaker                  | Russell                         | 2259                          | 4,2 millas (6,8 km)           | Un techo fue dañado y varios árboles fueron derivados. |                               |
| Fuentes:SPC Storm Reports for 02/10/09, NWS Norman ( ), NWS Tulsa, NWS Fort Worth, NWS Shreveport #1, NWS Springfield, NWS Shreveport #2, NWS Nashville, NWS Indianapolis, NWS Morristown |                               |                                 |                               |                               | |                               |